# Wekiva
La Wekiva (en anglais : Wekiva River), parfois orthographiée Wekiwa, est un cours d'eau d'environ 25,3 kilomètres de long, affluent du fleuve Saint Johns et qui coule en Floride. Deux sources distinctes en sont à l'origine, l'une dans le parc d'État de Wekiwa Springs, l'autre dans la réserve d'État de Rock Springs Run (en). 